# No Sudden Move
No Sudden Move is een Amerikaanse misdaadthriller uit 2021 onder regie van Steven Soderbergh.

## Verhaal
Een groep criminelen wordt onder mysterieuze omstandigheden bij elkaar gebracht en moet samenwerken om te achterhalen wat er echt aan de hand is wanneer hun eenvoudige klus volledig uit de hand loopt.

## Rolverdeling
| Acteur           | Personage         |
| ---------------- | ----------------- |
| Don Cheadle      | Curt Goynes       |
| Benicio del Toro | Ronald Russo      |
| David Harbour    | Matt Wertz        |
| Ray Liotta       | Frank Capelli     |
| Jon Hamm         | Joe Finney        |
| Amy Seimetz      | Mary Wertz        |
| Brendan Fraser   | Doug Jones        |
| Kieran Culkin    | Charley           |
| Noah Jupe        | Matthew Wertz Jr. |
| Craig Mums Grant | Jimmy             |
| Julia Fox        | Vanessa Capelli   |
| Frankie Shaw     | Paula Cole        |
| Bill Duke        | Aldrick Watkins   |
| Matt Damon       | Mike Lowen        |

## Release en ontvangst
No Sudden Move ging op 18 juni 2021 in première op het Tribeca Film Festival en kwam op 1 juli 2021 uit op streamingsdienst HBO Max. De film kreeg overwegend positieve kritieken van de filmcritici, met een score van 92% op Rotten Tomatoes, gebaseerd op 141 beoordelingen.